# Phantia kelibica
Phantia kelibica är en insektsart som beskrevs av Dlabola 1989. Phantia kelibica ingår i släktet Phantia och familjen Flatidae. Inga underarter finns listade i Catalogue of Life.